# باشگاه فوتبال پاس همدان
باشگاه فوتبال پاس همدان، یک باشگاه فوتبال ایرانی است که در شهر همدان قرار دارد و هم‌اکنون در لیگ دسته دوم فوتبال ایران بازی می‌کند.
این تیم در اولین سال حضورش یعنی هفتمین دوره لیگ برتر فوتبال ایران جام خلیج فارس توانست با کسب ۴۹ امتیاز از ۳۴ بازی و کسب عنوان بهترین تیم شهرستانی در رده پنجم جدول رده‌بندی قرار بگیرد.

## پیشینه

### سقوط از لیگ برتر
این تیم در روز ۲۹ اردیبهشت ۱۳۹۰ و در هفته پایانی دهمین دوره مسابقات فوتبال دسته برتر ایران جام خلیج فارس میزبان تیم استقلال تهران بود، نتیجه را دو بر صفر به استقلال تهران واگذار کرد تا با کسب ۳۵ امتیاز و به دلیل تفاضل گل کمتر نسبت به شاهین بوشهر و راه‌آهن شهرری در رده شانزدهم جدول رده‌بندی قرار بگیرد و به همراه تیم‌های پیکان قزوین و استیل آذین به مسابقات فوتبال دسته اول باشگاه‌های ایران جام آزادگان سقوط کند.

### لیگ آزادگان ۹۲–۱۳۹۱: در یک قدمی بازگشت به لیگ برتر
پاس لیگ آزادگان ۹۲–۱۳۹۱ (گروه B) را در جایگاه سوم به پایان رساند و در پی محرومیت شهرداری تبریز به دلیل رسوایی تبانی به پلی آف صعود کرد. پاس در دور اول پلی آف پس از دو بازی مس سرچشمه را ۳–۲ (۲–۱, ۱–۱) شکست داد اما در بازی دوم ۵–۳ (۴–۲, ۱–۱) مغلوب ذوب آهن اصفهان شد.

## ورزشگاه
این تیم هم‌اکنون دارای سه ورزشگاه حاجی‌بابایی (گنجایش 8 هزار نفر)، شهدای قدس (گنجایش 5 هزار نفر) و شهید مفتح (گنجایش 15 هزار نفر) می‌باشد.
چند سالی است که بیشتر بازی‌های این تیم در ورزشگاه حاجی بابایی مریانج برگزار می‌شود.

## نتایج پاس در هر فصل
| فصل       | لیگ         | لیگ  | لیگ | لیگ | لیگ | لیگ | لیگ | لیگ | لیگ            | جام حذفی   | گلزن برتر               | گلزن برتر |
| فصل       | دسته        | بازی | برد | م.  | با. | گ‌ز  | گ‌خ  | ام. | رتبه           | جام حذفی   | نام                     | گل        |
| --------- | ----------- | ---- | --- | --- | --- | --- | --- | --- | -------------- | ---------- | ----------------------- | --------- |
| ۸۷–۱۳۸۶   | لیگ برتر    | ۳۴   | ۱۱  | ۱۶  | ۷   | ۳۶  | ۲۸  | ۴۹  | پنجم           | ۴/۱ نهایی  | محمد غلامی و امیر ابوچا | ۸         |
| ۸۸–۱۳۸۷   | لیگ برتر    | ۳۴   | ۱۰  | ۹   | ۱۵  | ۳۸  | ۴۶  | ۳۹  | سیزدهم         | نیمه نهایی | محمد غلامی              | ۹         |
| ۸۹–۱۳۸۸   | لیگ برتر    | ۳۴   | ۹   | ۱۱  | ۱۷  | ۳۶  | ۴۴  | ۳۸  | چهاردهم        | ۴/۱ نهایی  | هادی اصغری              | ۱۰        |
| ۹۰–۱۳۸۹   | لیگ برتر    | ۳۴   | ۸   | ۱۱  | ۱۵  | ۳۰  | ۴۸  | ۳۵  | شانزدهم سقوط   | ۴/۱ نهایی  | فرهاد خیر خواه          | ۸         |
| ۹۱–۱۳۹۰   | لیگ آزادگان | ۲۶   | ۱۰  | ۹   | ۷   | ۲۹  | ۲۵  | ۳۹  | چهارم          | ۱۶/۱ نهایی | امین متوسل زاده         | ۶         |
| ۹۲–۱۳۹۱   | لیگ آزادگان | ۲۶   | ۱۴  | ۳   | ۹   | ۲۵  | ۱۸  | ۴۵  | سوم            | انصراف     | مقداد قباخلو            | ۹         |
| ۹۳–۱۳۹۲   | لیگ آزادگان | ۲۴   | ۸   | ۵   | ۱۱  | ۲۲  | ۲۸  | ۲۹  | نهم            | انصراف     | مجتبی محبوب مجاز        | ۹         |
| ۹۴–۱۳۹۳   | لیگ آزادگان | ۲۱   | ۱۰  | ۷   | ۴   | ۱۹  | ۱۳  | ۳۷  | سوم            | ۱۶/۱ نهایی | محسن آذرباد             | ۴         |
| ۹۵–۱۳۹۴   | لیگ آزادگان | ۳۸   | ۱۰  | ۱۲  | ۱۶  | ۳۴  | ۴۰  | ۴۲  | شانزدهم سقوط   | -          |                         | -         |
| ۹۶–۱۳۹۵   | لیگ دو      | ۲۲   | ۹   | ۸   | ۵   | ۲۶  | ۱۶  | ۲۹  | سوم            | -          |                         | -         |
| ۹۷–۱۳۹۶   | لیگ دو      | ۲۰   | ۷   | ۵   | ۸   | ۲۷  | ۲۲  | ۲۶  | نهم سقوط*      | -          |                         | -         |
| ۹۸–۱۳۹۷   | لیگ دو      | ۲۴   | ۱۰  | ۱۱  | ۳   | ۳۲  | ۱۸  | ۴۱  | سوم            | -          |                         | -         |
| ۹۹–۱۳۹۸   | لیگ دو      | ۲۶   | ۱۲  | ۱۰  | ۴   | ۳۵  | ۲۳  | ۴۶  | حضور در پلی آف | ۱۶/۱ نهایی | مسعود رمضانی            |           |
| ۱۴۰۰–۱۳۹۹ | لیگ دو      | ۲۶   | ۷   | ۹   | ۱۰  | ۲۳  | ۲۹  | ۳۰  | دهم            |            | مقداد اکبرخواه          | ۴         |
| ۱۴۰۱–۱۴۰۰ | لیگ دو      | ۲۶   | ۷   | ۸   | ۱۱  | ۳۱  | ۳۵  | ۲۹  | دوازدهم        |            | مسعود رمضانی            | ۶         |
| ۱۴۰۲–۱۴۰۱ | لیگ دو      | ۲۴   | ۹   | ۷   | ۸   | ۲۴  | ۲۹  | ۳۴  | پنجم           |            | محسن وفایی              | ۱۱        |
| ۱۴۰۳–۱۴۰۲ | لیگ دو      | ۲۶   | ۹   | ۸   | ۹   | ۲۲  | ۲۲  | ۳۵  | پنجم           | انصراف     | رضا حسینی               | ۸         |
| ۱۴۰۴–۱۴۰۳ | لیگ دو      | ۲۳   | ۵   | ۸   | ۱۰  | ۱۶  | ۲۲  | ۲۳  | دوازدهم        | مرحله سوم  |                         |           |

### عملکرد
تیم پاس در یکی از درخشان‌ترین نتایج خود توانست تیم پرسپولیس تهران در دی ماه سال ۱۳۸۶ و در مرحله یک‌هشتم نهایی جام حذفی ایران با نتیجه سه بر صفر شکست دهد. در این دیدار چهار بازیکن پرسپولیس تهران به نام‌های حسین بادامکی، محمد نصرتی، علیرضا نیکبخت واحدی و فرزاد آشوبی با دریافت کارت‌های قرمز از محسن ترکی داور این دیدار از زمین بازی اخراج شدند. همچنین سبزپوشان پاس همدان در ۲۰ اردیبهشت سال ۱۳۸۸ در مرحله یک چهارم نهایی جام حذفی فوتبال ایران و درحالی که ۹ نفره بودند توانستند با نتیجه دو بر یک تیم پرسپولیس تهران را در ورزشگاه قدس همدان شکست دهند تا به نیمه نهایی جام حذفی فوتبال ایران برسند.

## مربیان

### کادر فنی کنونی
در فصل 1403-04
| - | سرمربی                                 | امید خورج |
|   | کمک مربی : رضا اردویان ، مصطفی علیزاده |           |
| - | کمک مربی : احمد منصوری                 |           |
| - | مربی دروازه‌بانان : مهراب فریدی         |           |
| - | آنالیزور : رضا اردویان                 |           |
| - | مربی بدنساز : احمد منصوری              |           |
| - | سرپرست :محمد خان محمدی                 |           |
| - | پزشک : فرهاد سلطانی                    |           |
| - | ماساژور                                |           |
| - | تدارکات :                              |           |

## مربیان پیشین
| #  | نام               | کشور   | دوران مربیگری  | دوران مربیگری    | آمار | آمار | آمار  | آمار | آمار |
| #  | نام               | کشور   | از             | تا               | بازی | برد  | مساوی | باخت | ٪برد |
| -- | ----------------- | ------ | -------------- | ---------------- | ---- | ---- | ----- | ---- | ---- |
| ۱  | وینگو بگوویچ      | کرواسی | ۲۹ خرداد ۱۳۸۶  | ۶ اردیبهشت ۱۳۸۸  | ۷۴   | ۲۵   | ۲۶    | ۲۳   | ۳۳٫۷ |
| ۲  | علیرضا منصوریان   | ایران  | ۱۳ مرداد ۱۳۸۸  | ۱۴ مهر ۱۳۸۸      | ۱۰   | ۱    | ۳     | ۶    | ۱۰   |
| ۳  | علی‌اصغر مدیرروستا | ایران  | ۱۷ مهر ۱۳۸۸    | ۱۶ آذر ۱۳۸۹      | ۴۲   | ۱۲   | ۱۶    | ۱۴   | ۲۸   |
| ۴  | محمود یاوری       | ایران  | ۲۰ آذر ۱۳۸۹    | ۱۷ اسفند ۱۳۸۹    | ۷    | ۰    | ۲     | ۵    | ۰    |
| ۵  | علی‌اصغر مدیرروستا | ایران  | ۲۱ اسفند ۱۳۸۹  | ۳۰ اردیبهشت ۱۳۹۰ | ۸    | ۴    | ۱     | ۳    | ۵۰   |
| ۶  | فراز کمالوند      | ایران  | ۱ تیر ۱۳۹۰     | ۲۶ دی ۱۳۹۰       | ۱۵   | ۵    | ۵     | ۵    | ۳۳   |
| ۷  | وینگو بگوویچ      | کرواسی | ۱ بهمن۱۳۹۰     | ۱۱ دی ۱۳۹۱       | ۲۵   | ۱۳   | ۴     | ۸    | ۵۲   |
| ۸  | امید طیری         | ایران  | ۲۵ دی ۱۳۹۱     | ۲۳ اردیبهشت ۱۳۹۲ | ۱۱   | ۶    | ۲     | ۳    | ۶۶   |
| ۹  | مجتبی خورشیدی     | ایران  | ۵ خرداد ۱۳۹۲   | ۱۱ دی ۱۳۹۲       | ۱۳   | ۴    | ۲     | ۷    | ۳۰٫۷ |
| ۱۰ | محسن عاشوری       | ایران  | ۱۹ دی ۱۳۹۲     | ۵ فروردین ۱۳۹۳   | ۹    | ۳    | ۳     | ۳    | ۳۳   |
| ۱۱ | امید طیری         | ایران  | ۹ فروردین ۱۳۹۳ | ۱۹ فروردین ۱۳۹۳  | ۲    | ۱    | ۰     | ۱    | ۵۰   |
| ۱۲ | لوئیس انریکه      | ایران  | ۱۰ خرداد ۱۳۹۳  | ۲۹ مهر ۱۳۹۴      |      |      |       |      |      |
| ۱۳ | رضا طلایی‌منش      | ایران  | ۵ آبان ۱۳۹۴    | ۹ دی ۱۳۹۴        |      |      |       |      |      |
| ۱۴ | اکبر محمدی        | ایران  | ۹ دی ۱۳۹۴      | ۲۷ اردیبهشت ۱۳۹۵ |      |      |       |      |      |
| ۱۵ | رضا طلایی‌منش      | ایران  | ۳۰ تیر ۱۳۹۵    | ۴ بهمن ۱۳۹۵      | ۱۷   | ۵    | ۷     | ۵    | ۲۹٫۴ |
| ۱۶ | علی لطیفی         | ایران  | ۶ بهمن ۱۳۹۵    | ۳ اسفند ۱۳۹۵     | ۴    | ۳    | ۱     | ۰    | ۷۵   |
| ۱۷ | عباس سرخاب        | ایران  | ۲ تیر ۱۳۹۶     | ۱۹ مهر ۱۳۹۶      | ۶    | ۲    | ۱     | ۳    | ۳۳٫۳ |
| ۱۸ | مجید باقری نیا    | ایران  | ۲۳ مهر ۱۳۹۶    | ۲۸ بهمن ۱۳۹۶     | ۱۴   | ۵    | ۴     | ۵    | ۳۵٫۷ |
| ۱۹ | احمد جمشیدیان     | ایران  | ۳۱ مرداد ۱۳۹۷  | ۱۹ دی ۱۳۹۸       |      |      |       |      |      |
| ۲۰ | علی قربانی        | ایران  | ۱۹ دی ۱۳۹۸     | ۶ مهر ۱۳۹۹       |      |      |       |      |      |
| ۲۱ | مهدی پاشازاده     | ایران  | ۶ مهر ۱۳۹۹     | ۱ اسفند ۱۳۹۹     |      |      |       |      |      |
| ۲۲ | علی قربانی        | ایران  | ۸ فروردین ۱۴۰۰ | ۹ خرداد ۱۴۰۰     | ۹    | ۳    | ۲     | ۴    | ۳۳٫۳ |
| ۲۳ | بابک صمدیان       | ایران  | ۲۰ خرداد ۱۴۰۰  | ۲۳ تیر ۱۴۰۰      | ۴    | ۱    | ۰     | ۳    | ۲۵   |
| ۲۴ | سیامک فراهانی     | ایران  | ۳۰ مهر ۱۴۰۰    | خرداد ۱۴۰۱       | ۲۴   | ۶    | ۸     | ۱۰   | ۲۵   |
| ۲۵ | هادی گلمحمدی      | ایران  | ۴ شهریور ۱۴۰۱  | ۱۷ اردیبهشت ۱۴۰۲ | ۲۶   | ۱۰   | ۷     | ۹    | ۳۸٫۴ |
| ۲۶ | بابک صمدیان       | ایران  | ۱۶ شهریور ۱۴۰۲ | ۳۰ تیر ۱۴۰۳      | ۱۳   | ۴    | ۵     | ۴    |      |
| ۲۷ | هادی گلمحمدی      | ایران  | ۳۰ تیر ۱۴۰۳    | ۲۷ دی ۱۴۰۳       |      |      |       |      |      |
| ۲۸ | رضا جباری         | ایران  | ۲۷ دی ۱۴۰۳     | ۱ اردیبهشت ۱۴۰۴  |      |      |       |      |      |
|    |                   |        |                |                  |      |      |       |      |      |

 امید خورج 
۱ اردیبهشت ۱۴۰۴
تاکنون 
پیش از آغاز فصل (۹۸–۹۷) غلامرضا عنایتی هدایت تیم پاس همدان را برعهده گرفت که قبل از آغاز مسابقات لیگ دو از این تیم جدا شد.

## مدیران
| #  | نام                 | دوران مدیریت     | دوران مدیریت      |
| #  | نام                 | از               | تا                |
| -- | ------------------- | ---------------- | ----------------- |
| ۱  | کاظم اولیایی        | ۱۰ خرداد ۱۳۸۶    | ۱۵ مهر ۱۳۸۸       |
| ۲  | کریم ملاحی          | ۱۵ مهر ۱۳۸۸      | ۲۰ اسفند ماه ۱۳۸۹ |
| ۳  | عباس صوفی           | ۲۰ اسفندماه ۱۳۸۹ | ۱۳۹۰              |
| ۴  | عبدالحمید رمضانی    | ۶ مرداد ۱۳۹۱     | ۱۶ اردیبهشت ۱۳۹۳  |
| ۵  | بهرام یدی           | ۱۶ اردیبهشت ۱۳۹۳ | ۸ مهر ۱۳۹۴        |
| ۶  | حسن عزیزی           | ۸ مهر ۱۳۹۴       | ۷ اردیبهشت ۱۳۹۵   |
| ۷  | عبدالحمید رمضانی    | ۷ اردیبهشت ۱۳۹۵  | ۱۰ تیر ۱۳۹۵       |
| ۸  | محمدتقی رحیمی       | ۱۰ تیر ۱۳۹۵      | ۸ آبان ۹۶         |
| ۹  | امیر عظیمی          | ۲۲ دی ۱۳۹۶       | شهریور ۱۳۹۷       |
| ۱۰ | محمد مظهری          | ۲ آبان ۹۷        | ۱۴ بهمن ۱۳۹۸      |
| ۱۱ | امیر عظیمی          | ۱۹ تیر ۱۳۹۹      | آذر ۱۴۰۰          |
| ۱۲ | حمیدرضا عابری منصور | آذر ۱۴۰۰         | مرداد ۱۴۰۱        |
| ۱۳ | هادی خرمیان         | مرداد ۱۴۰۱       | بهمن۱۴۰۱          |
| ۱۴ | حمیدرضا عابری منصور | بهمن۱۴۰۱         | اردیبهشت ۱۴۰۲     |
| ۱۴ | بدون مدیر           | خرداد ۱۴۰۲       | تاکنون            |

## بازیکنان کنونی
فصل:۲۰۲۳–۲۰۲۲
| شماره |       | پست       | بازیکن          |
| ----- | ----- | --------- | --------------- |
| ۱۲    | ایران | مهاجم     | صادق دائیلر     |
| ۴۴    | ایران | مدافع     | حسین کاظمی*     |
| ۷۷    | ایران | مدافع     | اویس کردجهان    |
| ۲۱    | ایران | مدافع     | امیرحسین هاشمی  |
| ۲     | ایران | مدافع     | حسین انصاری     |
| ۶     | ایران | هافبک     | مبین سوری       |
| ۲۷    | ایران | هافبک     | نادر هوشیار     |
| ۲۲    | ایران | هافبک     | نیما ظفریان     |
| ۲۳    | ایران | هافبک     | صابر محمدی      |
| ۱۹    | ایران | مهاجم     | امیرحسین سوری   |
| ۱۷    | ایران | مهاجم     | رضا حسینی       |
| ۱     | ایران | دروازه‌بان | علیرضا قره باغی |
| ۸۸    | ایران | مدافع     | صادق اسکندری    |
| ۳     | ایران | مدافع     | محمد عنایتی     |

| شماره |       | نقش       | بازیکن             |
| ----- | ----- | --------- | ------------------ |
| ۲۰    | ایران | مدافع     | مرتضی کرمی.        |
| ۸     | ایران | هافبک     | حامد میرزایی       |
| -     | ایران | هافبک     | مهدی فرزانه        |
| ۱۰    | ایران | هافبک     | علی غلامرضایی.     |
| -     | ایران | دروازه‌بان | یوسف قائمی         |
| ۷۰    | ایران | مهاجم     | حمید حیدری         |
| ۵۵    | ایران | مهاجم     | مسعود نوری         |
| ۳۰    | ایران | مهاجم     | محسن وفایی         |
| -     | ایران | دروازه‌بان | امیرحسین حسین‌زاده* |
| ۵     | ایران | مدافع     | حسین خواجوی        |
| ۸۰    | ایران | هافبک     | متین قائمی         |
| -     | ایران | هافبک     | علی چهاردولی       |
| ۷     | ایران | هافبک     | محمدجواد ویسی      |
| -     | ایران | هافبک     | فرشید حمزه         |
| ۱۴    | ایران | هافبک     | محمدصالح موسوی     |

### رسمی
- وبگاه رسمی باشگاه پاس همدان
- وبگاه رسمی هواداران باشگاه پاس همدان